# Eduardo García-Rodeja Fernández
Eduardo García-Rodeja Fernández (nacido el 11 de febrero de 1922 en Oviedo; fallecido en Santiago de Compostela el 13 de septiembre de 2005) fue un matemático español.

## Reseña biográfica
Nació en Oviedo el 11 de febrero de 1922. Hizo su bachillerato e inició los estudios de la Licenciatura en Ciencias Exactas en Santiago, finalizándolos en Madrid en 1942.
A los 21 años obtiene la cátedra de Matemáticas del Instituto femenino de Lugo, y en el año siguiente se traslada al Instituto Rosalía Castro de Santiago, donde permanece hasta 1965, año que marca el inicio de su dedicación exclusiva a la Universidad de Santiago desde una cátedra de Geometría.

Inició la actividad investigadora con la tesis doctoral, que, dirigida por el Prof. Ricardo San Juan, y titulada: “Investigaciones sobre un grupo de métodos de resolución numérica de ecuaciones algebraicas”, defendió en Madrid en 1952.
Pero su relación con la Universidad había comenzado ya en 1944 como astrónomo Adjunto adscrito al Seminario Matemático en Santiago del CSIC en el Observatorio Astronómico dirigido por D. Ramón María Aller. De dicho Seminario fue director en 1979.
Se jubiló el último día de septiembre de 1987, pero continuó vinculado con la Universidad como Profesor Emérito durante diez años más.

El impacto que su figura científica ha tenido en el panorama matemático español se puede apreciar en el gran número de discípulos y de investigadores que pueden ser considerados descendientes matemáticos suyos
Fue un decidido impulsor del Instituto de Matemáticas (IMAT) de la Universidad de Santiago.

## Obra
- Artículos de investigación en prestigiosas revistas como Comment. Math. Helv. o Proc. Am. Math. Soc. .
- Numerosas publicaciones de carácter didáctico y libros de texto para enseñanza secundaria y formación profesional, en consonancia con su preocupación por los aspectos metodológicos de la enseñanza de la Matemática que ha sido una constante en toda su vida profesional.
- Su deseo de fomentar la vocación matemática entre los estudiantes de secundaria le llevó a impulsar y organizar la Olimpiada Matemática durante 35 años (hasta 1999), como Vicepresidente honorario (en Santiago) de la RSME.[7]

## Cargos académicos, premios y reconocimientos
- Director (hasta su jubilación en 1987), del Departamento de Álgebra y Fundamentos (Universidad de Santiago de Compostela)
- Vicedecano de la Facultad de Ciencias, Decano de la Facultad de Matemáticas, y Director del Colegio Universitario de Lugo
- Miembro de la Real Academia Gallega de Ciencias desde su fundación.[8]
- En 1978 le fue concedida la “ Medalla de la Orden Civil de Alfonso X el Sabio” en la sección especial al mérito docente[9]

- En 1995 la Junta de Galicia le otorga la Medalla Castelao en reconocimiento al mérito de su trayectoria científica[10]